# IC 1419
IC 1419 је спирална галаксија у сазвјежђу Водолија која се налази на листи објеката дубоког неба у Индекс каталогу.
Деклинација објекта је - 9° 55' 14" а ректасцензија 22h 2m 58,8s. Привидна величина (магнитуда) објекта IC 1419 износи 15,2 а фотографска магнитуда 16,0. IC 1419 је још познат и под ознакама NPM1G -10.0646, PGC 984740.